# 서일농원
서일농원은 경기도 안성시 일죽면 화봉리에 위치한 농원이다.

## 개요

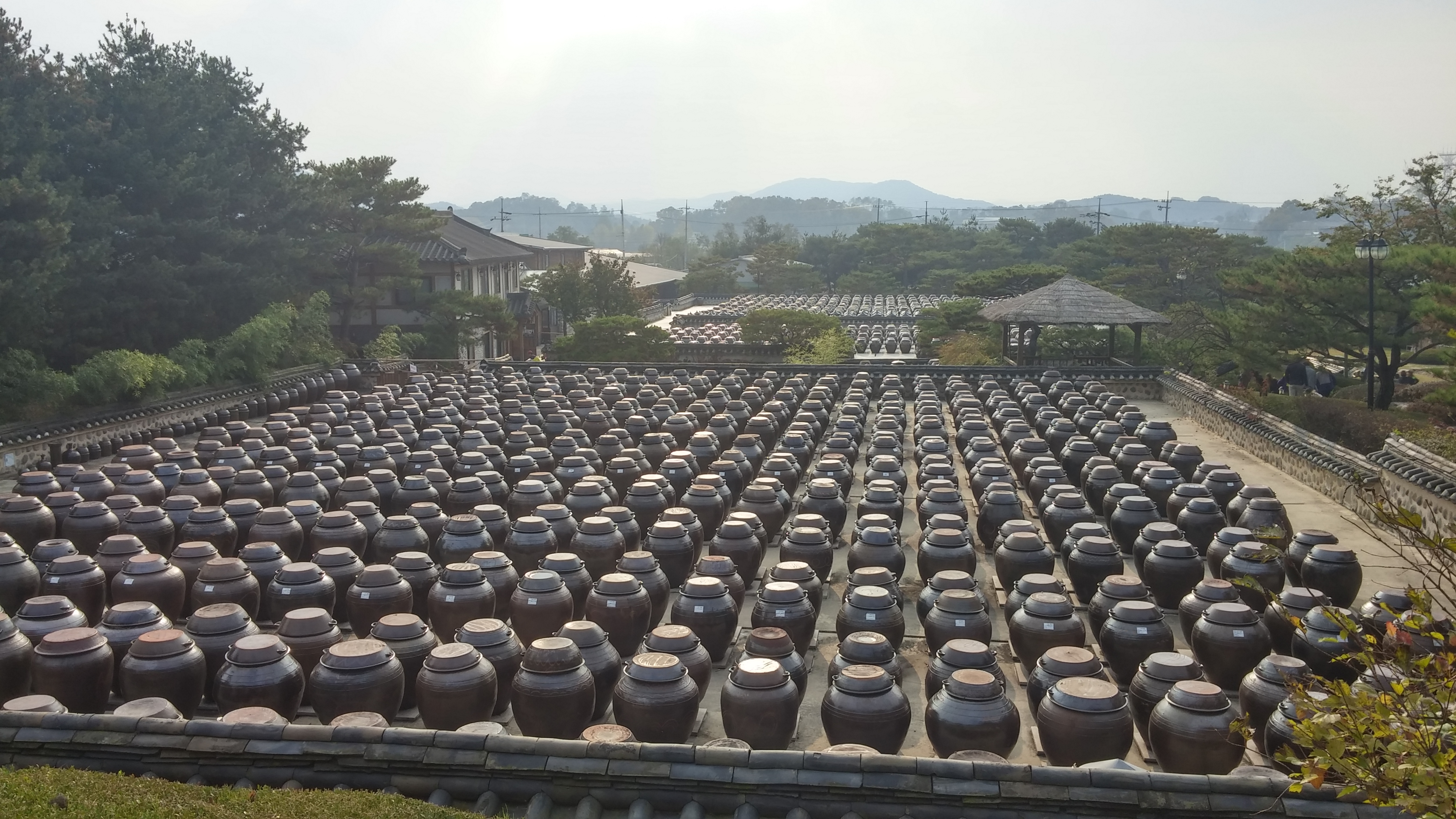

1983년부터 자리한 서일농원은 3만평 규모이며 2천여 개의 옹기들이 즐비하고 있다. 장의 원료인 콩과 고추를 재배하는 밭이 있으며 전통 장의 맥을 잇고 연구 개발을 하는 곳이다. 장류연구소, 황토발효숙성실, 저온보관시설동, 제품생산동 등이 있다. 전통음식 시식점 솔里는 소나무의 다른 우리 말 "솔"과 마을을 의미하는 한자 "里"를 모아 "솔里"라고 이름을 하였다. 서일농원에서 만드는 모든 제품을 직접 시식할 수 있는 전통음식점이다.

## 제품

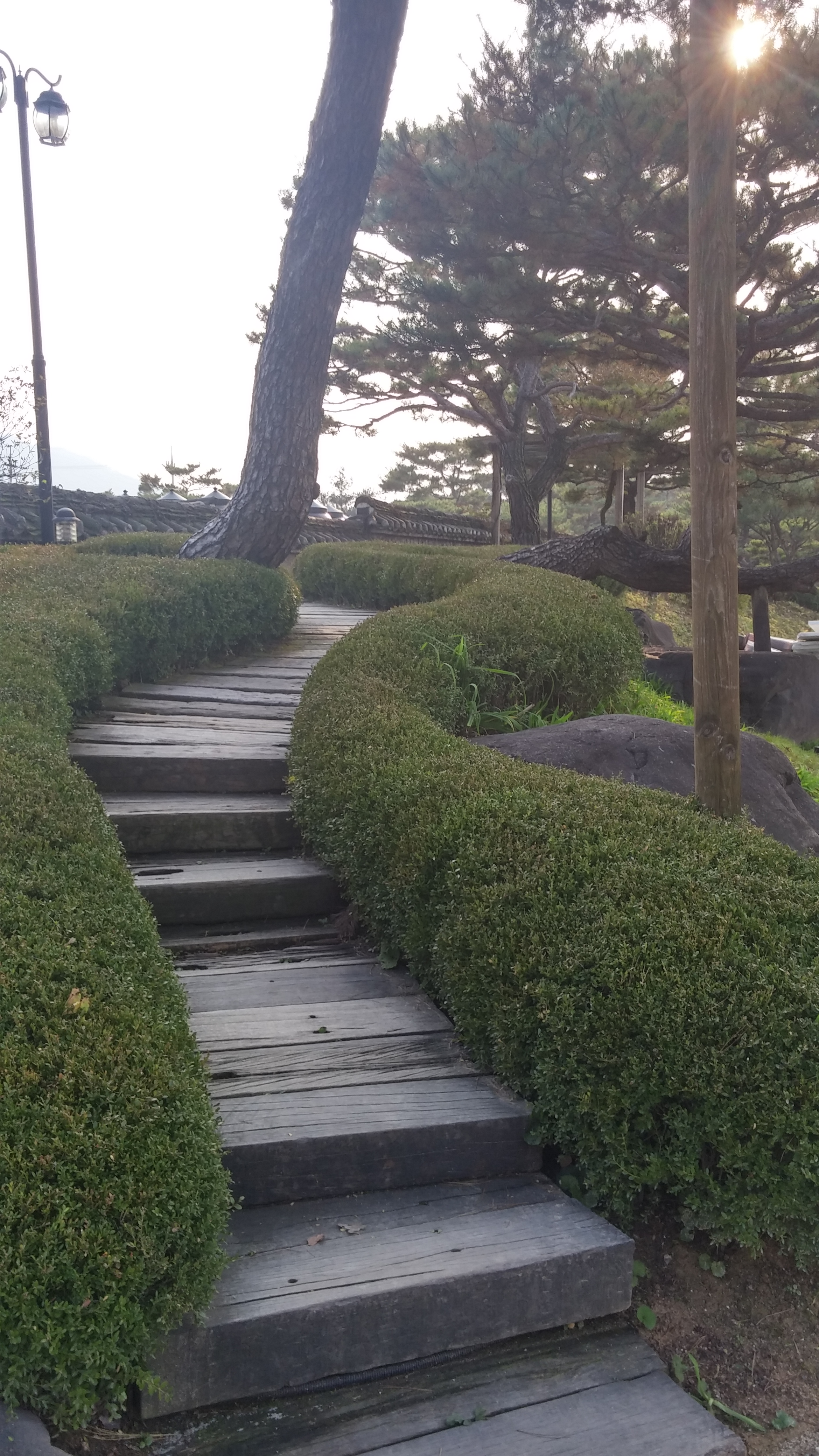
서일농원 계단 길

### 장류

#### 된장
숙성기간이 2년인 서분례 된장은 안성지방의 햇콩을 재료삼아 옛 방식 그대로 만들었다.

#### 간장
1년 6개월 이상 햇볕과 바람에 자연 숙성시킨 간장은 달인 간장 보다는 훨씬 많은 영양소가 포함되어 있는 특허 받은 간장이다.

#### 고추장
햇볕에 직접 말린 농원에서 재배한 고추를 정성들여 달인 조청으로 소금과 함께 담근 고추장이다.

#### 쌈장
보리쌀, 찹쌀, 메주, 고춧가루, 깨끗한 소금 등을 넣고 6개월 동안 숙성시킨 장이다.

#### 청국장
청국장 특유의 냄새 때문에 멀리 하는 사람들을 위해 오랜 연구 끝에 냄새가 나지 않으며 맛과 영양이 뛰어난 청국장을 개발하여 특허를 받았다.

## 갤러리

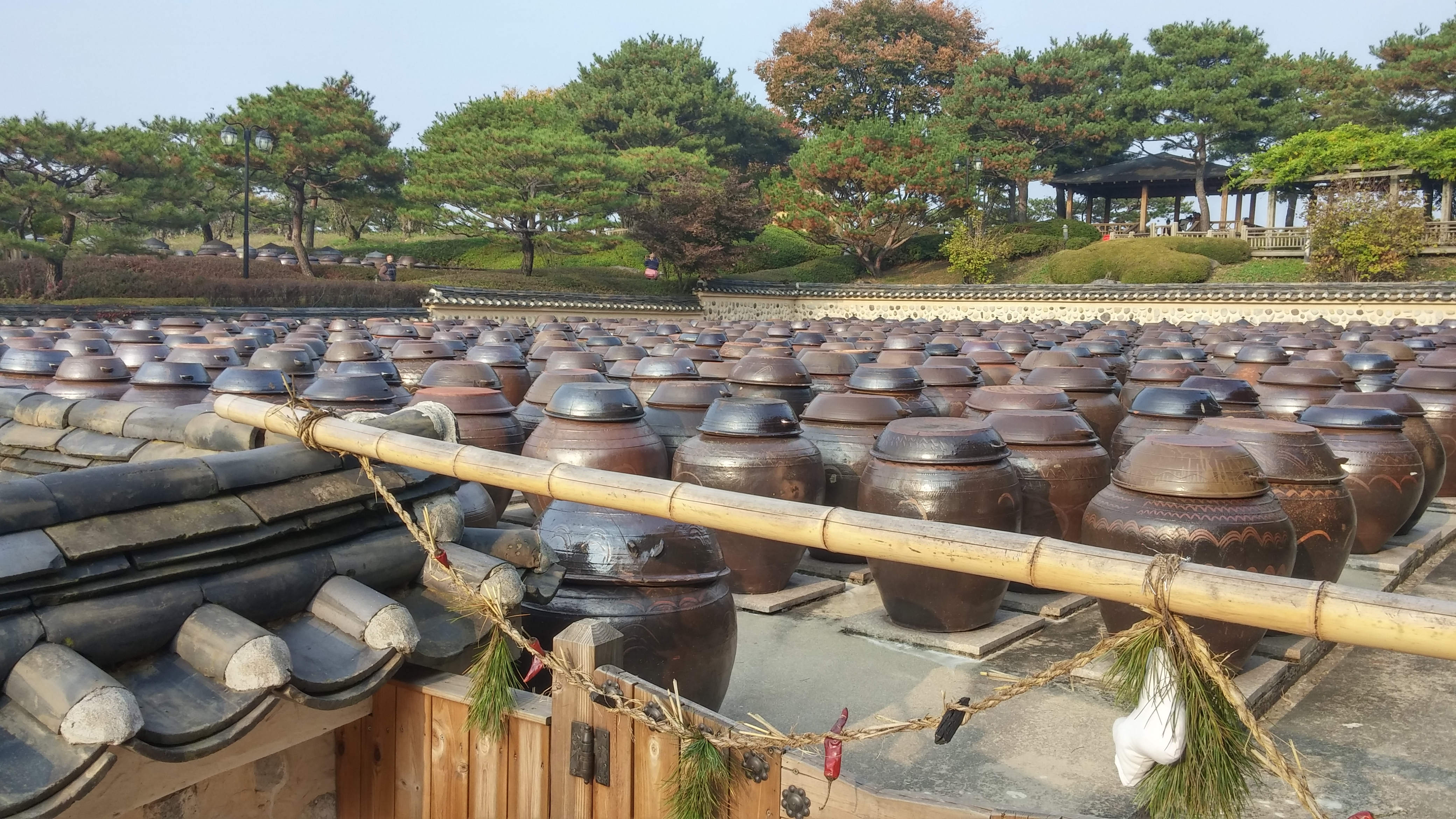
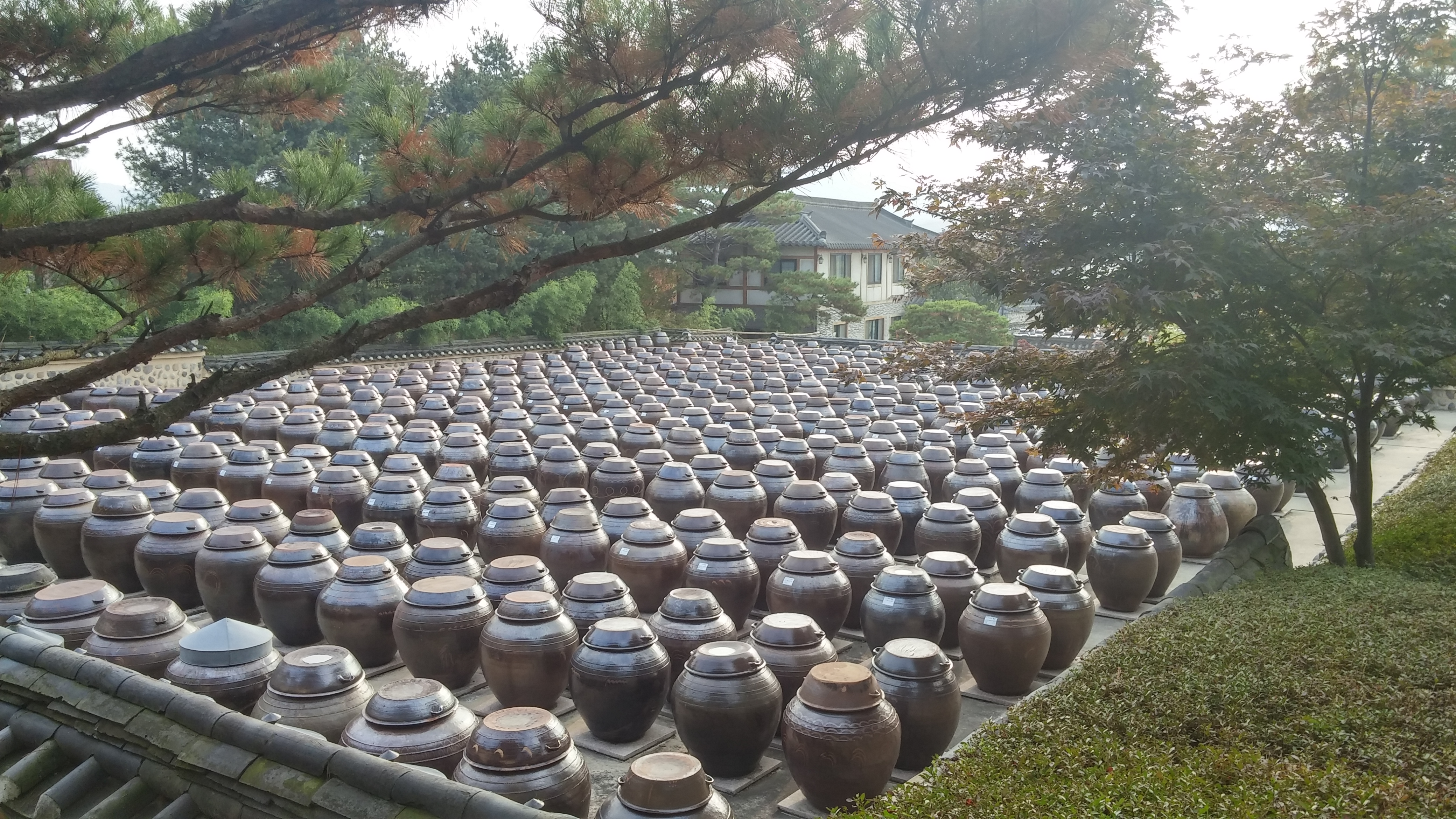
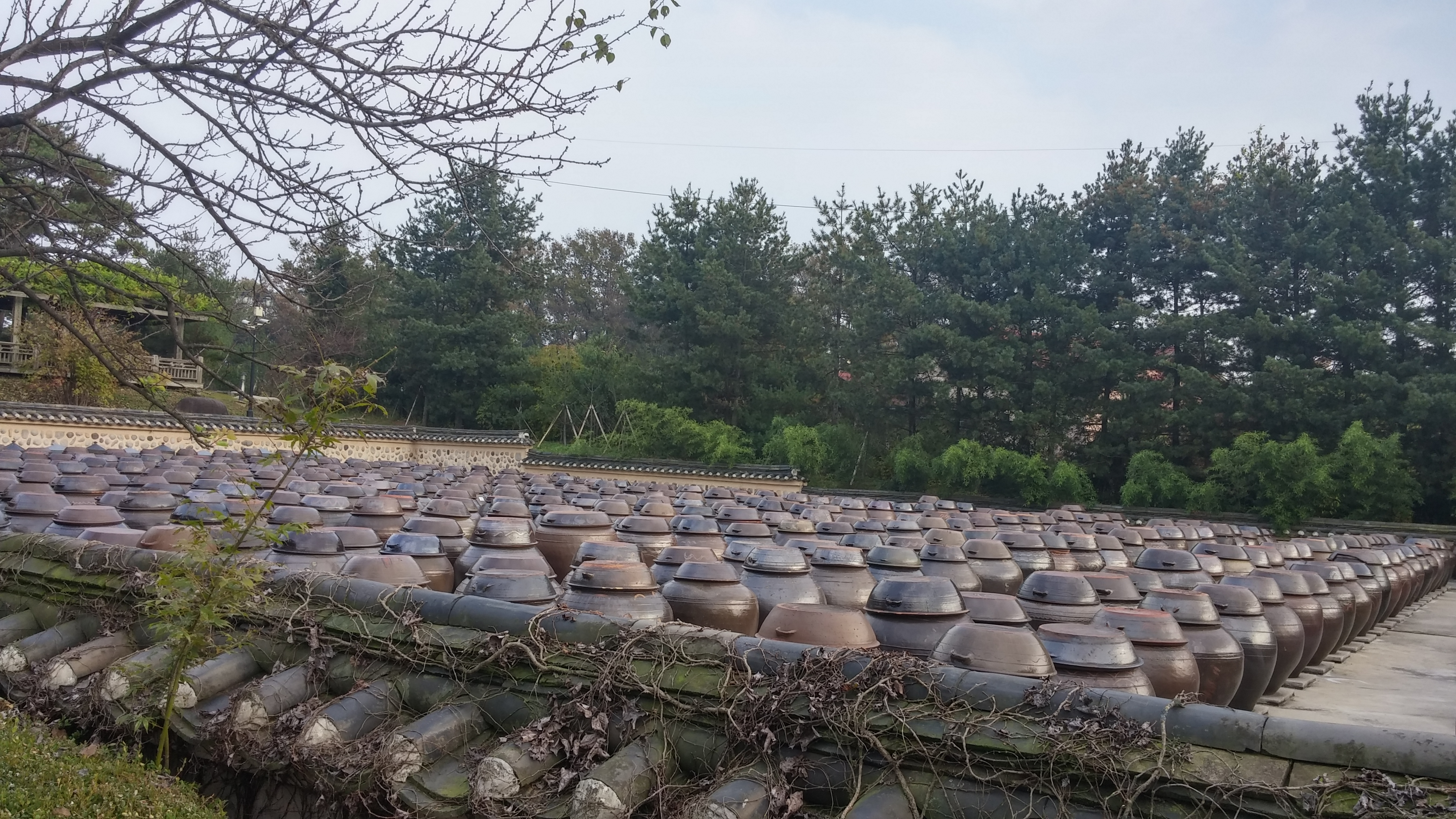
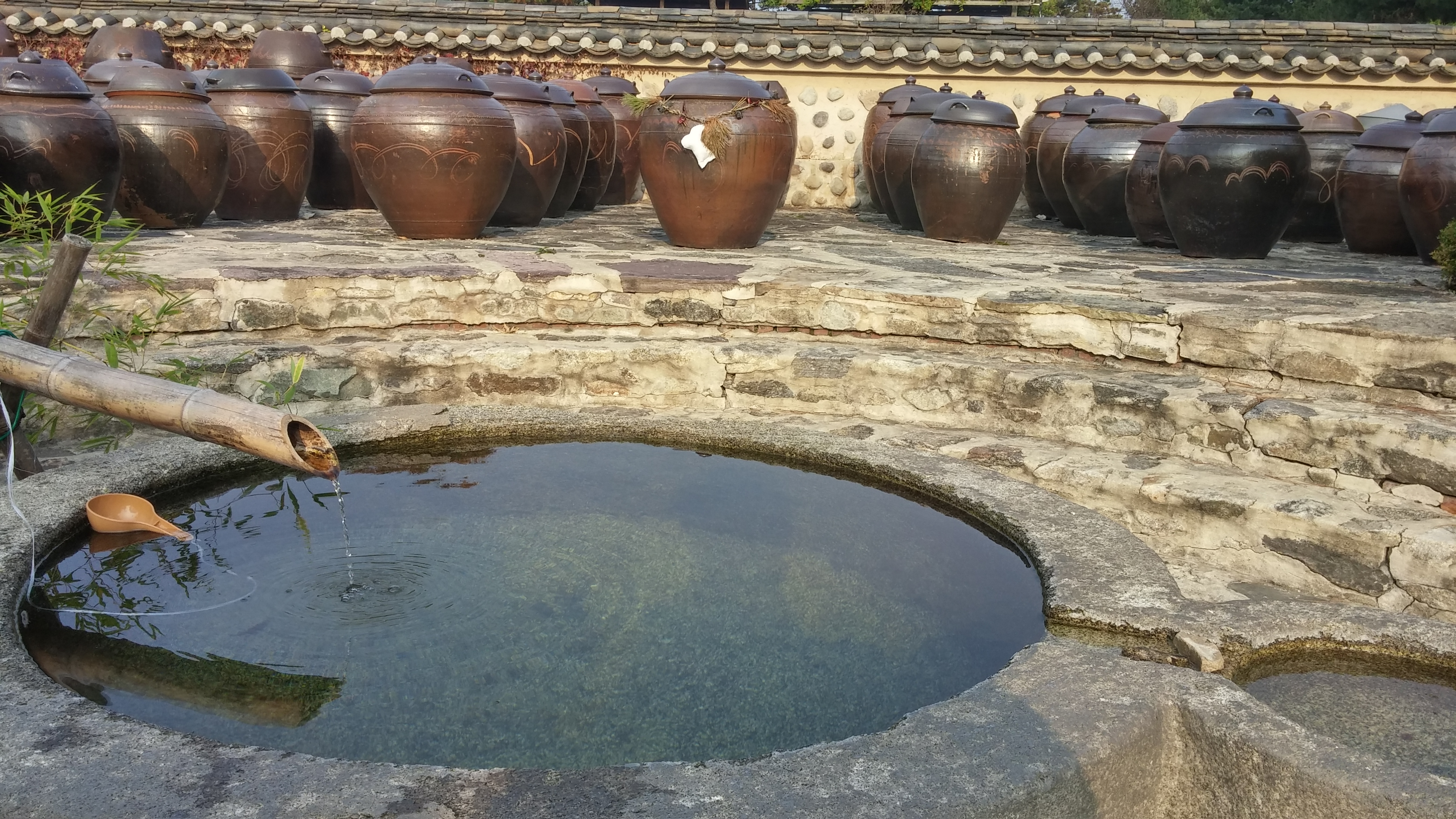